# Docalidia corneola
Docalidia corneola är en insektsart som beskrevs av Nielson 1982. Docalidia corneola ingår i släktet Docalidia och familjen dvärgstritar. Inga underarter finns listade i Catalogue of Life.